# Couy
Couy é uma comuna francesa na região administrativa do Centro, no departamento Cher. Estende-se por uma área de 18,12 km². Em 2010 a comuna tinha 368 habitantes (densidade: 20,3 hab./km²).